# 中东铁路记忆馆
中东铁路记忆馆，是建于绥芬河站老候车室的铁路博物馆，绥芬河老火车站候车室又称火车站候车室，是中东铁路建筑群扩展项目之一，位于黑龙江省绥芬河市绥芬河镇站前路38号。
候车室为俄罗斯式两层楼房，南北走向，西通铁路站台，东门临街。约40米长，依山而建。楼房建于1902年，建筑面积1342平方米。绥芬河老站建立成时为中东铁路的九个二等站之一。与其它车站类似，老站采用定型化设计。候车室建筑结构采用钢铁拱梁，是其在中东铁路现存建筑中最为特别之处，它是唯一的室内大跨度钢梁屋架站舍。曾在1929年的中东路事件中受毁，后修复为现状，仍保留原有建筑风格。西侧正门上方有阳文汉字“绥芬河”，下方对应俄文“鲍库拉尼奇那亚”。由于年代久远，现建筑地面远低于室外路面。
建筑外墙具有新艺术运动建筑风格，强调垂直划分，采用壁柱装饰，女儿墙高低分布。山墙、窗户使用曲线构图。窗楣则采用俄式图形装饰。现室内大门、内饰、浮雕仍是百年前的建筑原物。2015年时，外墙颜色为蓝白相间。2017年，澎湃新闻报道时，外墙颜色已改为黄白相间。
1992年，在老站南侧新建国际旅客候车室。此候车室一直做为老站的国内旅客候车室，至2015年12月，老站因绥芬河新站启用而停用。1999年1月10日，黑龙江省人民政府以绥芬河火车站候车室之名列入第四批黑龙江省文物保护单位。2013年，做为中东铁路建筑群项目，以火车站候车室之名列入第七批全国重点文物保护单位（近现代重要史迹及代表性建筑）。2018年，中东铁路记忆馆在老候车室中开始布建，2019年5月18日正式开放。

## 图片
- 1904年拍摄的绥芬河站北向照
- 1904年拍摄的绥芬河站西向照
- 2007年的火车站候车室。2017年时[6]，外墙颜色已为黄白相间。